# Arsenal m23
Arsenal Tallinn m23 (Est: Arsenali püstolkuulipilduja) var en estnisk kulsprutepistol som designades och tillverkades vid arsenalen i Tallinn. Den estniska försvarsmakten insåg tidigt k-pistens potential och utvecklade därför Arsenal m23 år 1923. Som grund för designen användes SIG Bergmann 1920. Den estniska försvarsmakten beställde 537 stycken m23. Några exemplar såldes till Lettland där de användes av gränstrupperna.
1937 sålde Estland alla 565 k-pistar som fanns i landet till en fransk firma som sedan sålde dem vidare till spanska republiken där de användes i det pågående inbördeskriget. K-pisten tros ha använts vid strider främst i Baskien och Katalonien.
Samtidigt som man sålde alla sina Arsenal m23 köpte man istället in Suomi KP/-31 som ersättare.
Arsenal m23 tros inte ha varit särskilt pålitlig och vapnet hakade ofta upp sig. 9x20 mm Browningpatronen var också relativt svag och bidrog därmed till att minska vapnets effektivitet.
Även om man köpt in finska Suomi-k-pistar började man vid arsenalen i Tallinn att utveckla en ny k-pist år 1937. Man planerade att påbörja tillverkning vid arsenalen 1940 men planerna avbröts p.g.a. den sovjetiska ockupationen. Den nya k-pisten skulle använda 9x19 mm parabellum som ammunition då det estniska försvaret vid den tiden hade gått över till denna mer kraftfulla ammunitionstyp.
Vad som hände med de k-pistar som såldes till Lettland är oklart.